# Llenega de gota de mel
La llenega de gota de mel (Hygrophorus roseodiscoideus), també anomenada mocosa de disc rosat i llenega rosada, és un bolet del grup de les llenegues o mocoses, de la família de les higroforàcies. Es caracteritza per la cama afuada, les coloracions rosades del barret i per créixer sobre sòls calcaris i vora alzines i carrasques. És comestible, tot i que de menys qualitat que altres llenegues.

## Taxonomia
Marcel Bon i Georges Chevassut, micòlegs francesos, varen descriure l'espècie l'any 1985. El material original utilitzat en la descripció (holotipus) no es va poder seqüenciar amb èxit. Cap dels paratipus citats per Bon i Chevassut (1985: 44) es va localitzar a les col·leccions de Bon al LIP (Université de Lille, Lille, França). L'herbari de Georges Chevassut s'ha perdut després de la seva mort i tampoc s'ha pogut localitzar cap col·lecció del seu herbari. Per corregir-ho, es va utilitzar una recol·lecta d'una localitat d'Aix-en-Provence com a epitipus.

## Iconografia
Bon M & Chevassut G.(1985): p. 43
Bellanger JM et al (2022): Fig. 4, p. 87
Bolets de Catalunya (1989): Vol. VIII, Làm. 368.

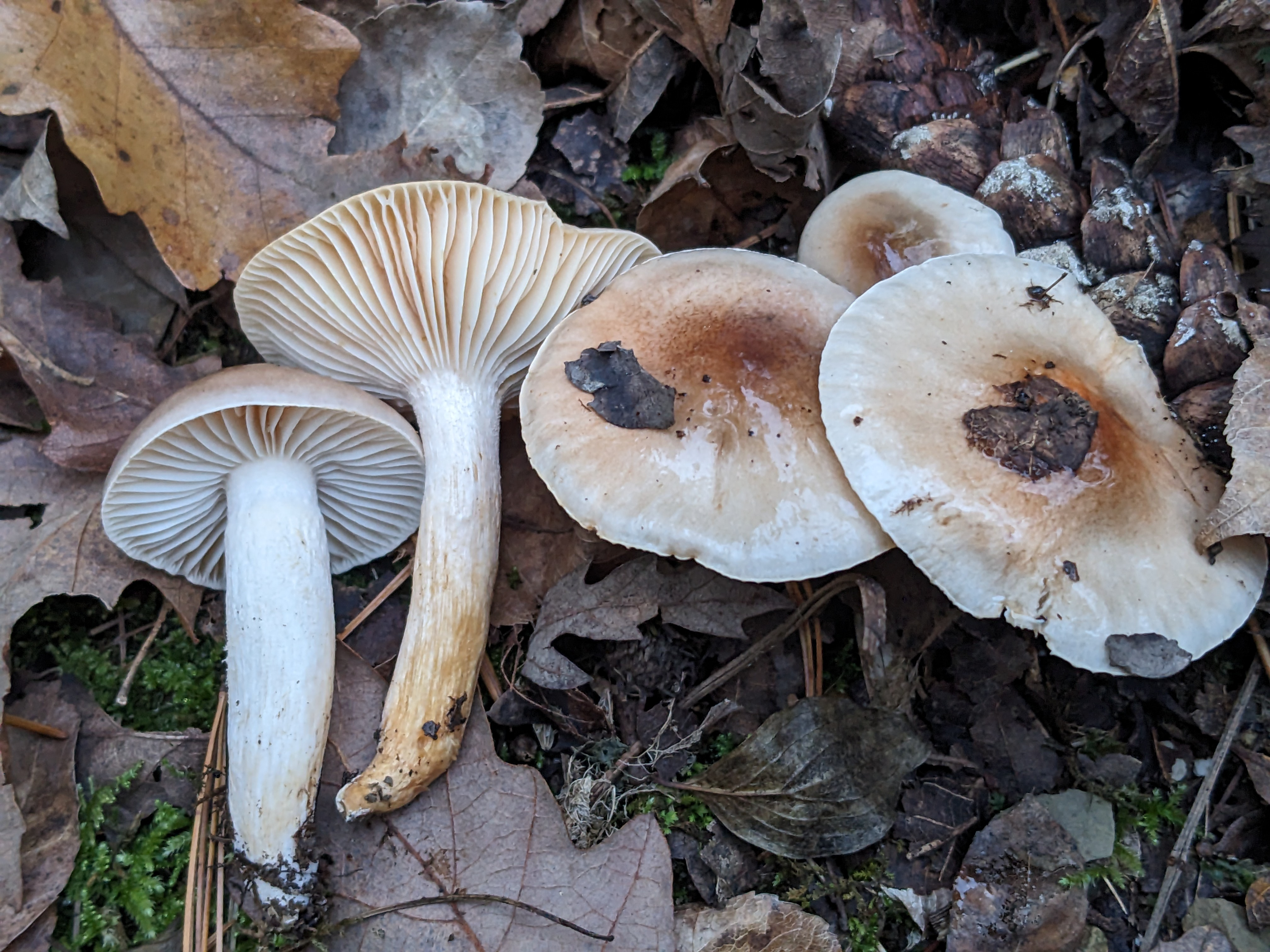
Aspecte general de la llenega de gota de mel (Hygrophorus roseodiscoideus)

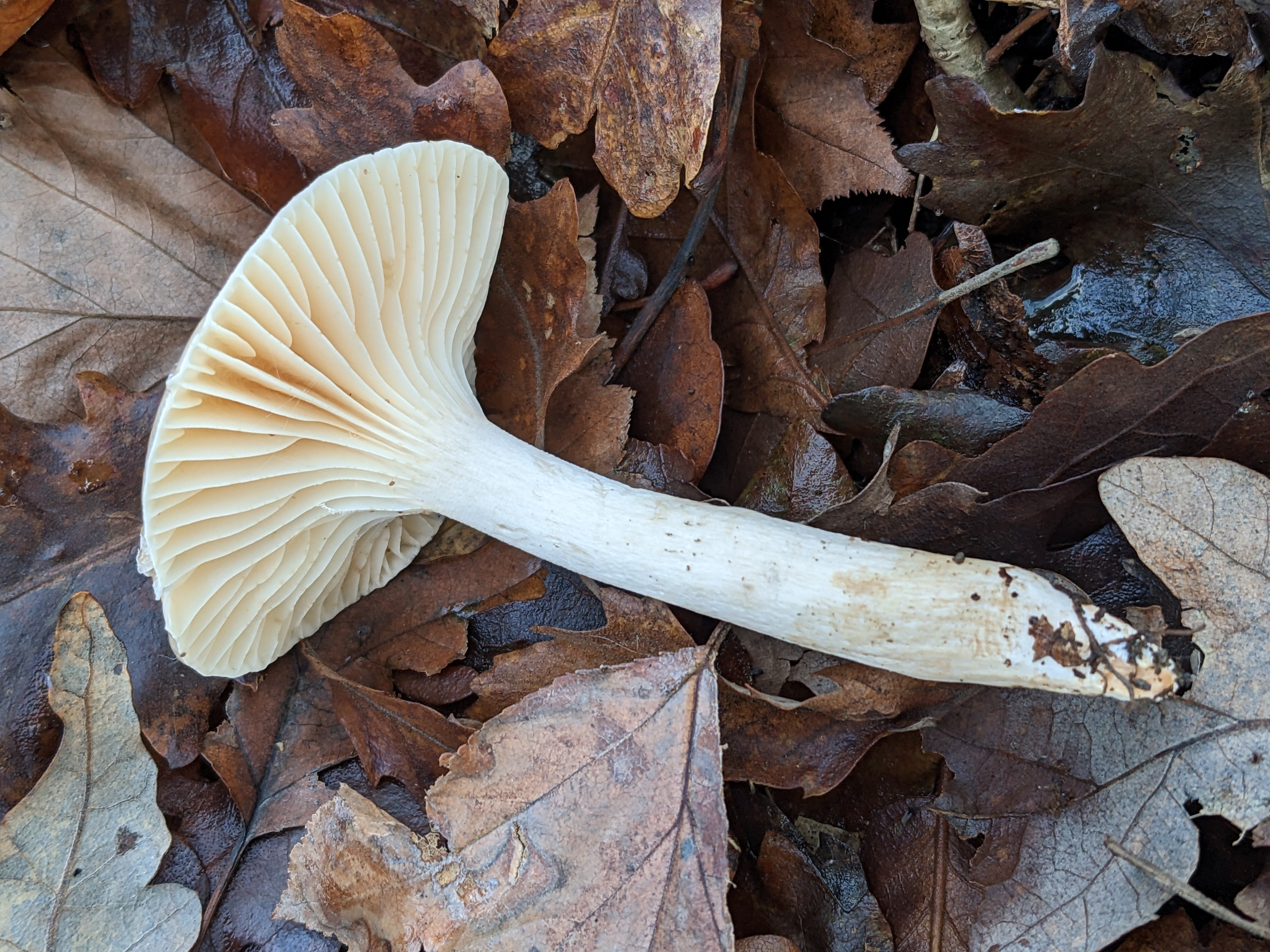
Revers de la llenega de gota de mel (Hygrophorus roseodiscoideus)

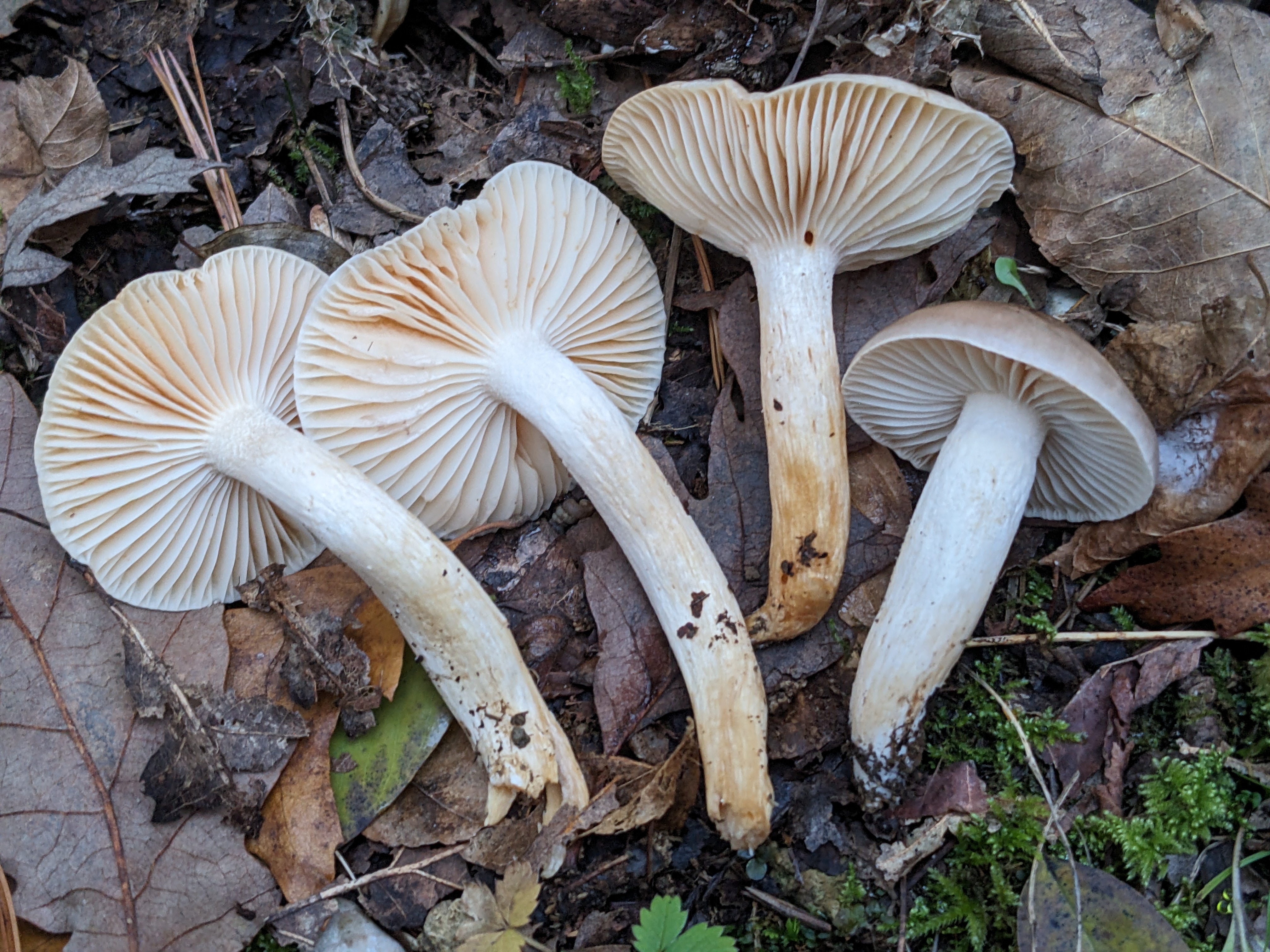
Revers de la llenega de gota de mel (Hygrophorus roseodiscoideus)

## Descripció
Barret de (3) 6-10 (12) cm de diàmetre; més aviat carnós; de jove convex, més tard estès i, en madurar, amplament umbonat; marge molt de temps involut; superfície llisa, sense ornamentacions, mucosa de manera evident en temps humit; de zona central bru vermellosa o bru rosàcia a bru castanya, de groc crema amb reflexos rosats a crema salmonat vers el marge, amb fibres radials més fosques que destaquen sobre el fons clar.
Làmines de color blanc amb tonalitats rosades en envellir; arquejades, gruixudes i espaiades; baixen una mica per la cama (lleugerament decurrents).
Cama cilíndrica, afuada cap el peu o gairebé radicant; llarga, de 6-10 (13) x 1-2 (2,5) cm; blanca, crem ocràcia des del peu; seca sota les làmines, viscosa i fibril·losa a la resta.
Carn ferma al barret, fibrosa a la cama; crem rosada, brunenca sota la cutícula del centre del barret; olor i tast agradable, suaus.
Espores el·lipsoidals, hialines, llises; de (8) 9-10 (11) x 5,5-6,5 µm; basidis tetraspòrics, no presenta cistidis 

## Hàbitat
Relativament freqüent; de tardor o a principi de l'hivern (entre el setembre i el gener); sempre sobre sòls calcaris; des de la muntanya mitjana a la terra baixa i el litoral; micorrízica, creix vora alzina (Quercus ilex ), carrasca (Quercus rotundifolia) i roures, principalment roure martinenc (Q. pubescens)

## Distribució geogràfica
Espècie meridional, termòfila, xeròfila, de distribució centrada a l'àrea mediterrània. S'ha citat de Catalunya, Mallorca i País Valencià.

## Espècies semblants
En la descripció original de la llenega de gota de mel els autors ja indiquen que la nova espècie és semblant a  Hygrophorus discoideus (Pers.) Fr., però de port més robust, de barret, làmines i cama de colors vius amb tints rosats i espores més grans (fins a 9-10 μm enfront de 7-8 μm en H. discoideus).
Especialment en temps secs pot confondre's amb el carlet blanc i bru d’alzinar (H. leucophaeo-ilicis), que viu en els mateixos hàbitats, presenta el centre del barret de color bru ocraci i el marge de color crema blanquinós sense matisos rosats a tot arreu, les làmines són blanques i la cama seca, mai viscosa. En coure la carn no enfosqueix (com si succeeix en la llenega de gota de mel). H. pseudodiscoideus (Maire) Malençon & Bertault, forma bolets esvelts amb el centre del barret groc a ocre i el marge blanquinós, sense tints de color rosa. També el carlet bru (H. arbustivus), especialment la seva var. quercetorum, el carlet bru d'alzinar, amb barrets amb fibril·les innates, de color ocre brunenc i espores més petites (7-9 × 4,5-5,5 μm). Els bolets del carlet blanc i bru (H. leucophaeus) són més esvelts, sense matisos grisencs al barret i formen micorrizes amb avellaners i faig.
Vora avellaners de muntanya, també faigs i roures, en sòls calcaris, creix la llenega d'avellaner (Hygrophorus lindtneri). Té el barret menor ( 2-5 cm de diàmetre), de zona discal bru clar a bru ataronjat pàl·lid i olor de H. cossus (formatge caprí).

## Usos

### Gastronomia
Bon comestible, per cuinar-lo és millor rebutjar la capa viscosa del barret i de la cama. La carn enfosqueix en coure